# Golgota Beskidów

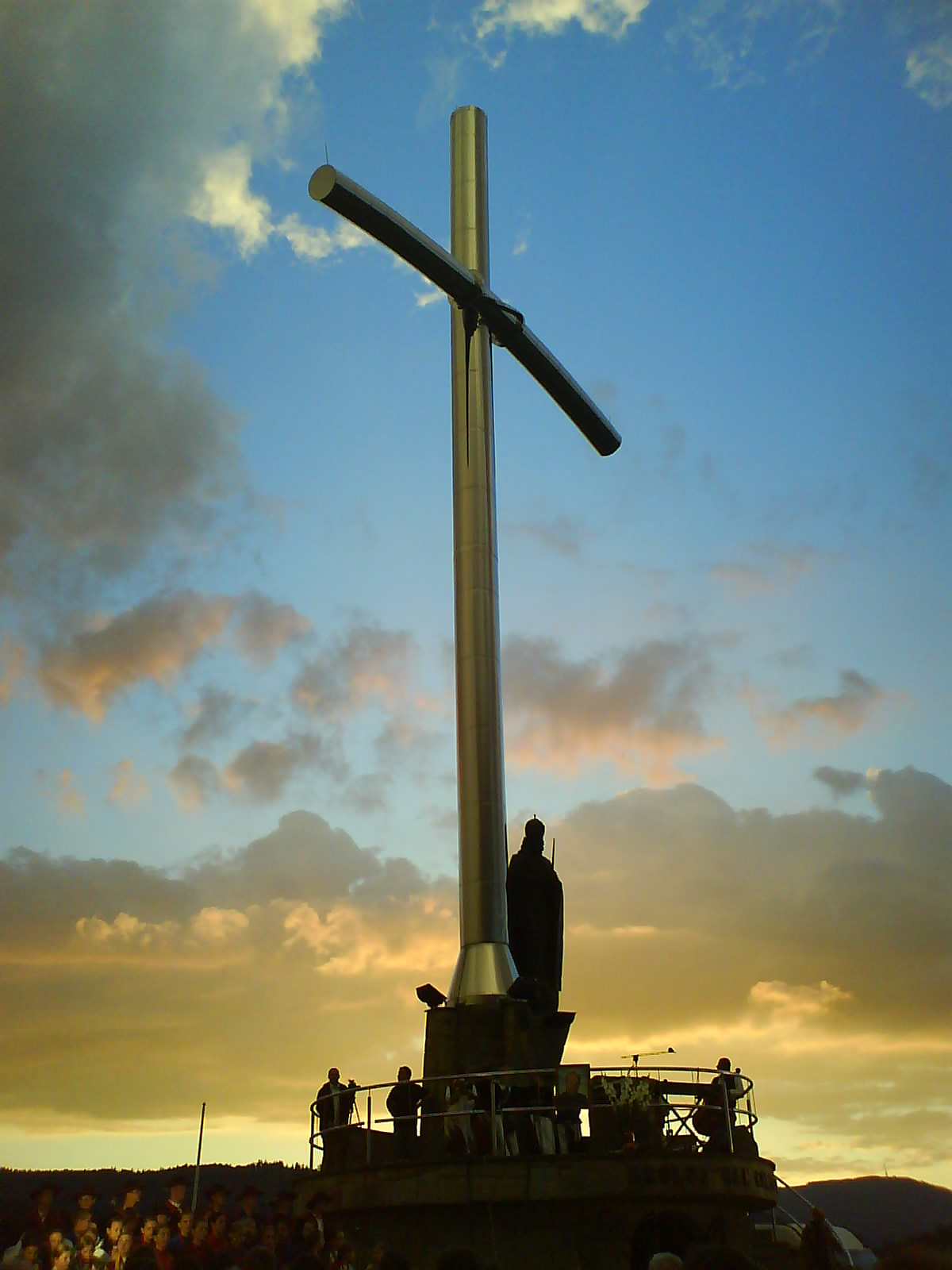
Krzyż Milenijny na szczycie Matyski

Golgota Beskidów – droga krzyżowa wiodąca ze wsi Radziechowy (koło Żywca) na szczyt wzgórza Matyska (609 m n.p.m.) w Beskidzie Śląskim, gdzie znajduje się Krzyż Milenijny.

## Historia
Inicjatorem budowy Krzyża Milenijnego i Golgoty Beskidów był ksiądz prałat Stanisław Gawlik, proboszcz parafii radziechowskiej. Krzyż stanął na Matysce z końcem 2001 roku, a wkrótce potem rozpoczęły się prace nad zastąpieniem prowizorycznych stacji drogi krzyżowej pomnikami upamiętniającymi ostatnie godziny życia Jezusa Chrystusa.
Dziś Matyska jest coraz bardziej znanym miejscem kultu męki Chrystusa. W Wielki Piątek odbywa się tu uroczyste nabożeństwo – procesja drogi krzyżowej, a w noc sylwestrową odprawiana jest noworoczna msza.
Od 2007 roku obok krzyża znajduje się kurhan w ziemią z grobu m.in. Stanisława Pyjasa oraz z Katynia.
Prace nad stacjami drogi krzyżowej ukończono we wrześniu 2009 roku. Wszystkie rzeźby wykonano według projektów prof. Czesława Dźwigaja.

## Kontrowersje
Istnieje opinia, że rzeźby drogi krzyżowej zawierają symbolikę wolnomularską, lecz Kościół lokalny i diecezja bielsko-żywiecka w pełni poparli budowę tej drogi krzyżowej. Uroczyste jej poświęcenie odbyło się 12 września 2009 roku. Poświęcenia dokonał biskup diecezji bielsko-żywieckiej Tadeusz Rakoczy.

## Galeria

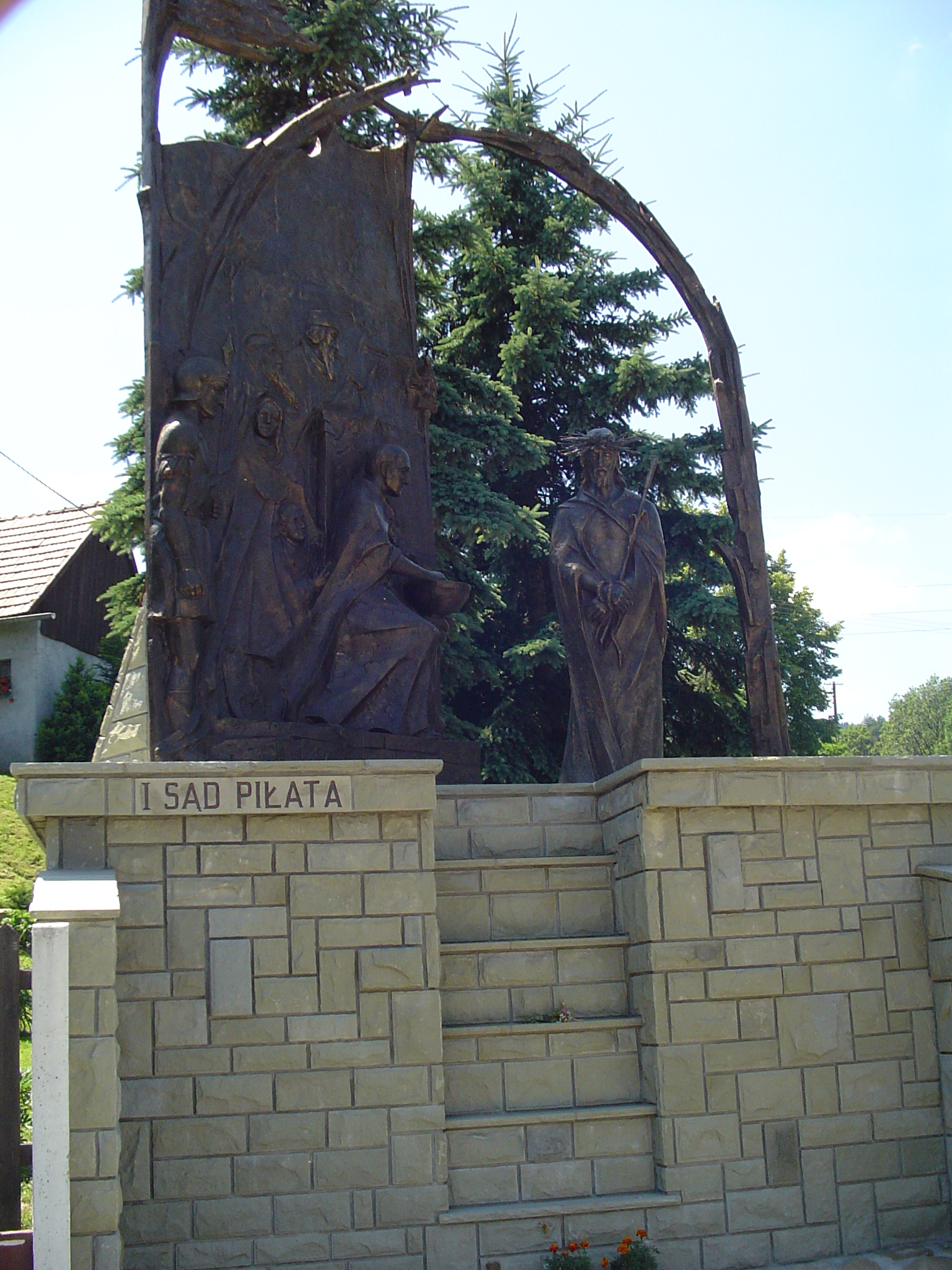
I stacja drogi krzyżowej na Matysce – Jezus skazany na śmierć – Sąd Piłata
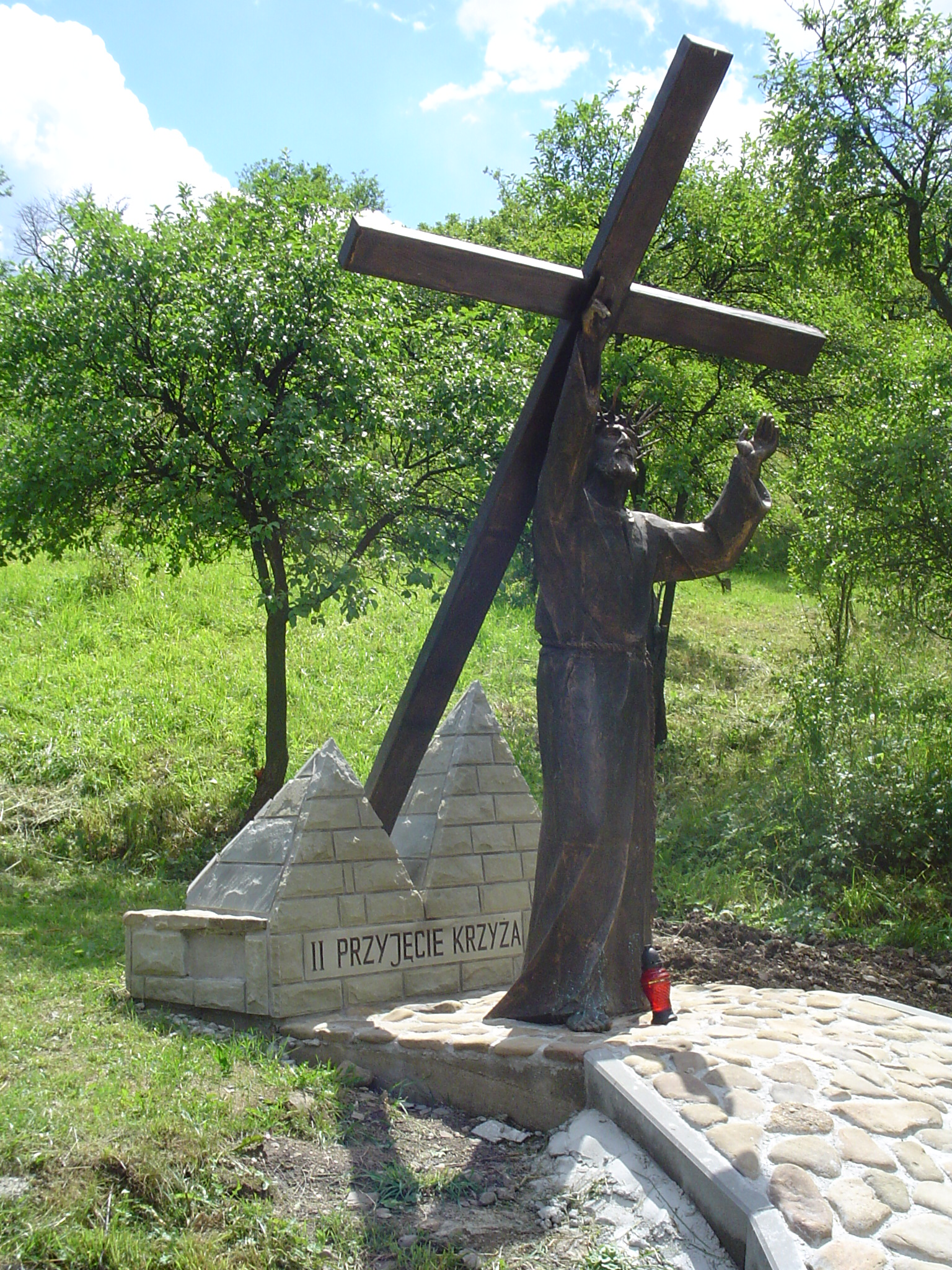
II stacja drogi krzyżowej na Matysce – Przyjęcie krzyża
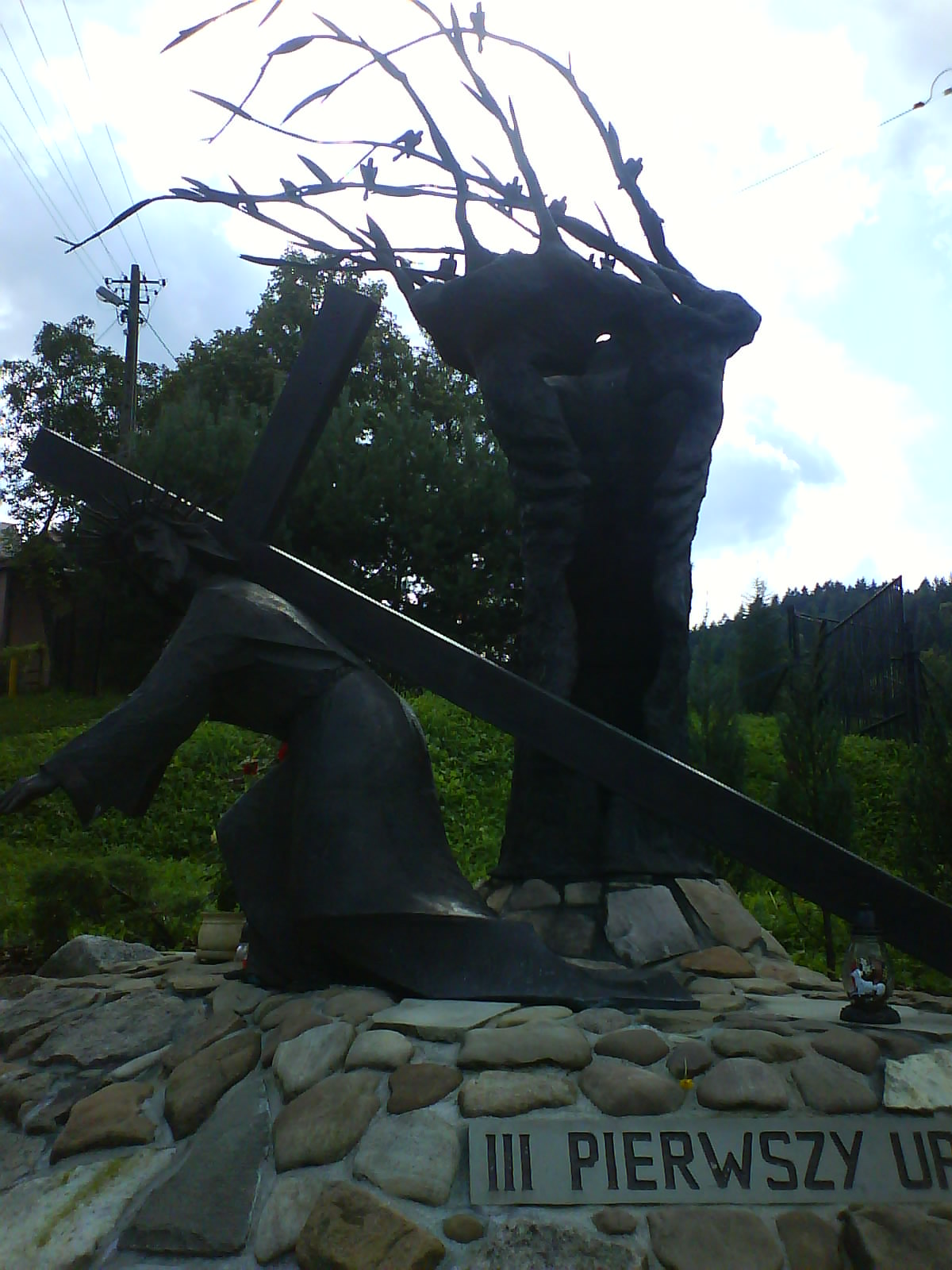
III stacja drogi krzyżowej na Matysce – Jezus upada po raz pierwszy
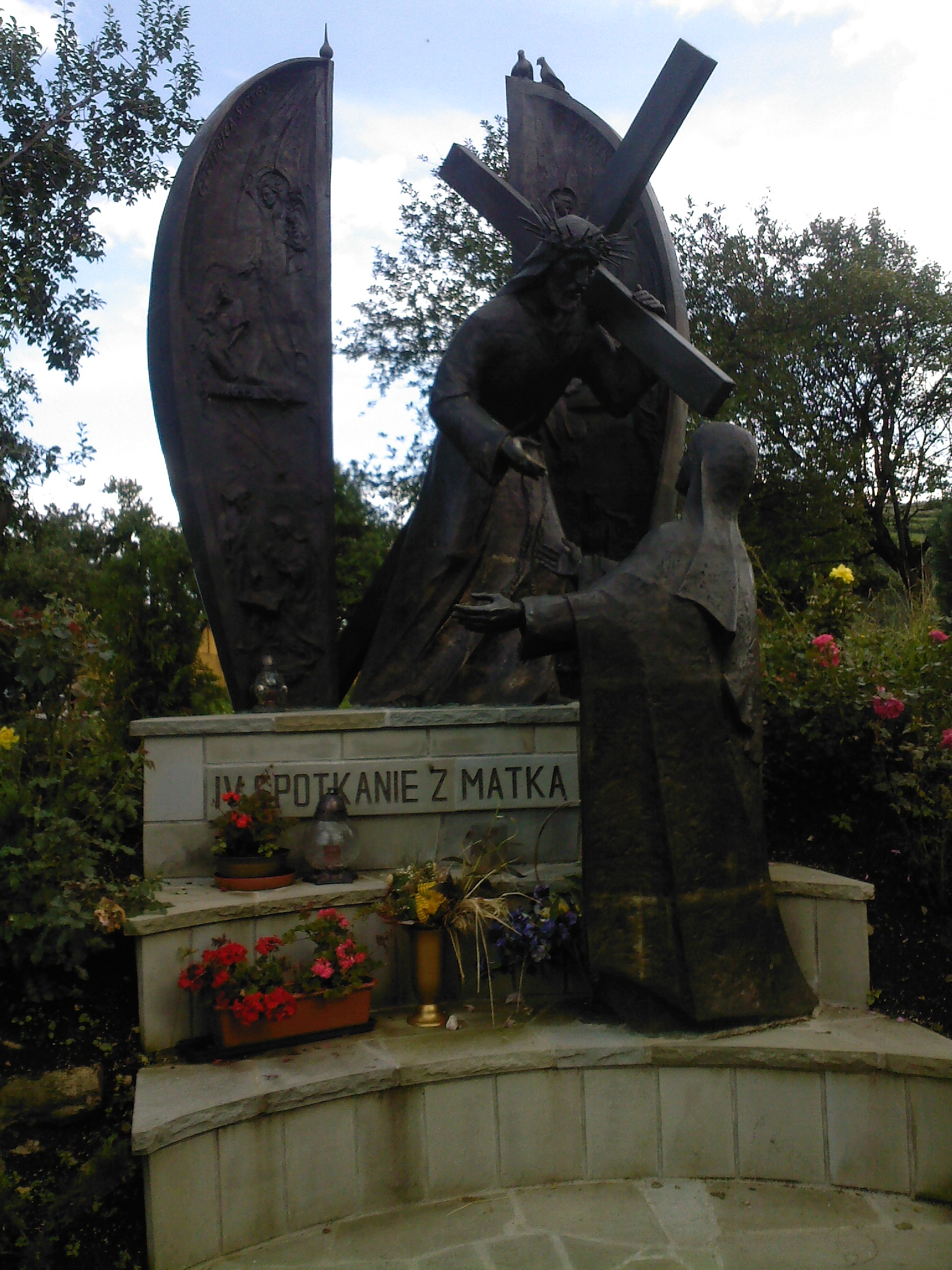
IV stacja drogi krzyżowej na Matysce – Jezus spotyka swoją matkę
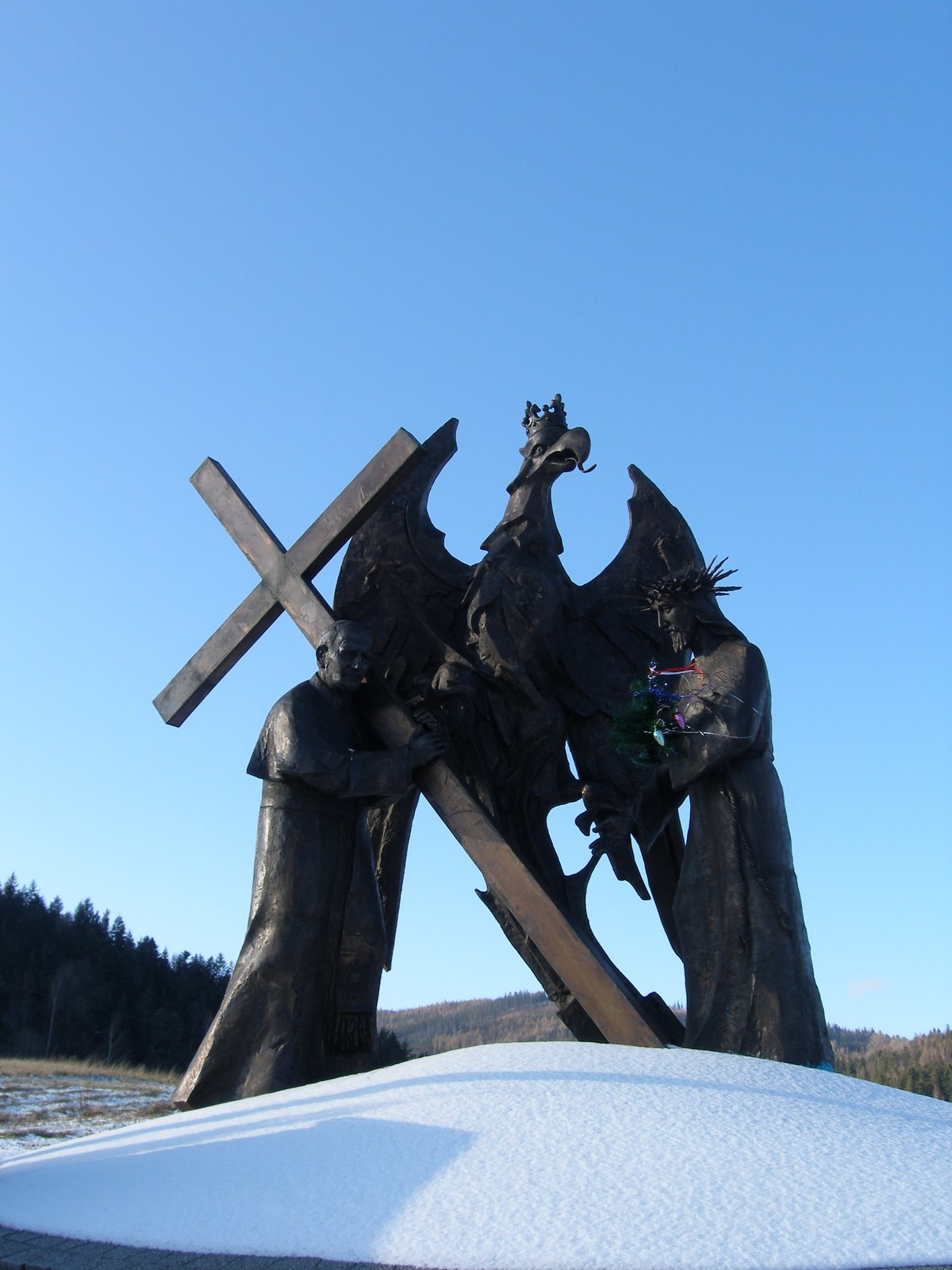
V stacja drogi krzyżowej na Matysce – Szymon z Cyreny pomaga nieść krzyż Jezusowi
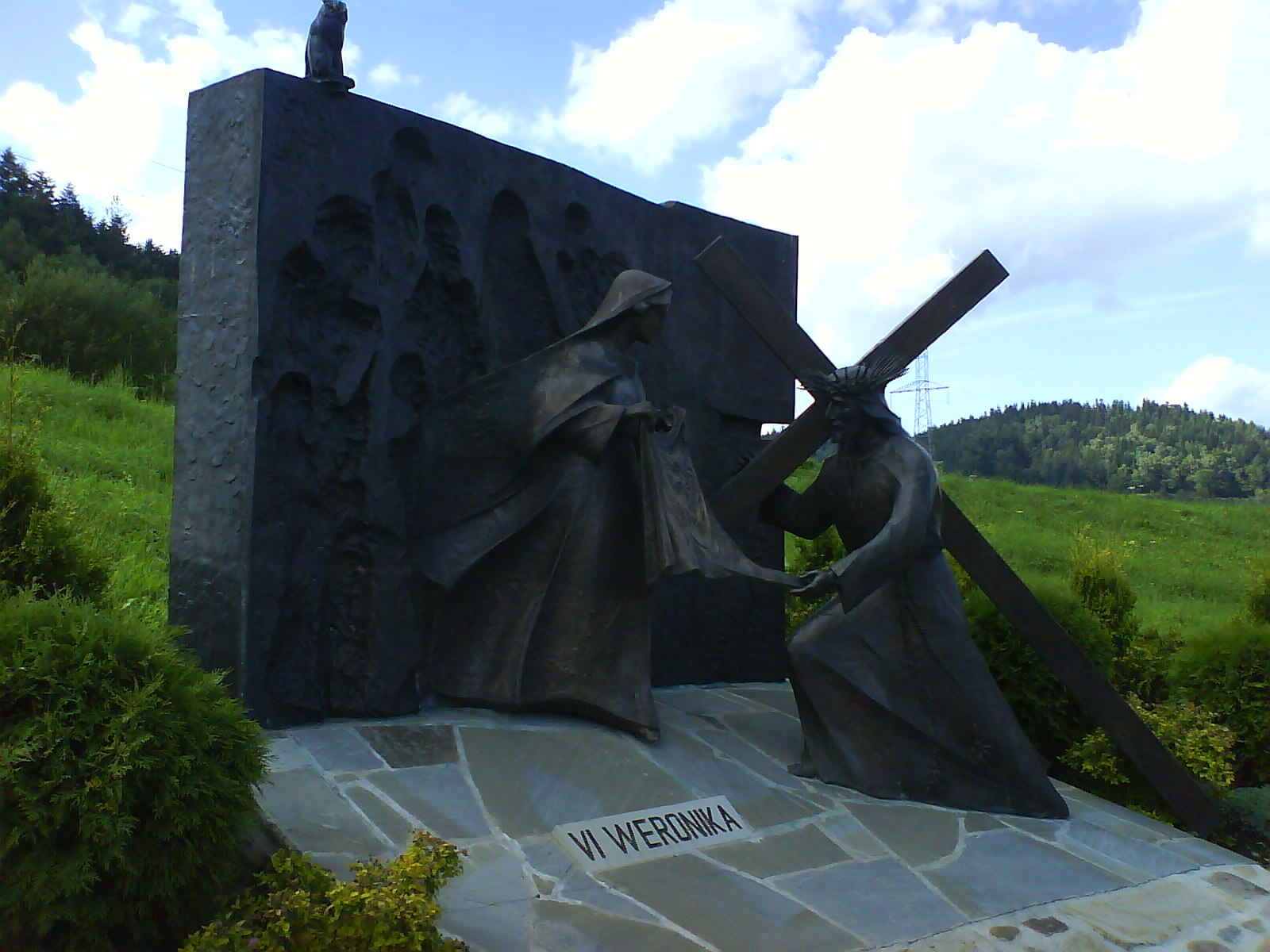
VI stacja drogi krzyżowej na Matysce – Weronika ociera twarz Jezusowi
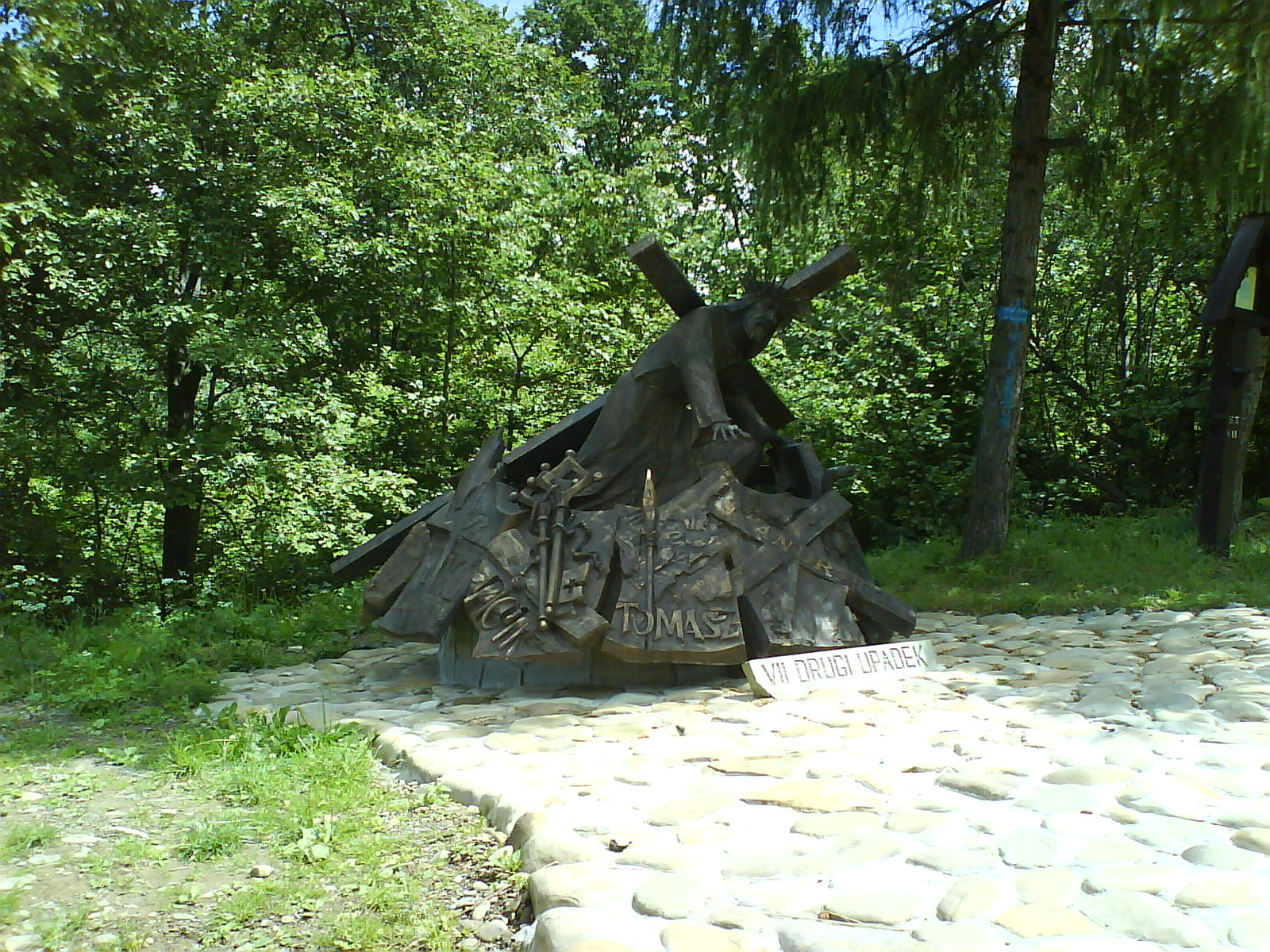
VII stacja drogi krzyżowej na Matysce – Jezus upada po raz drugi
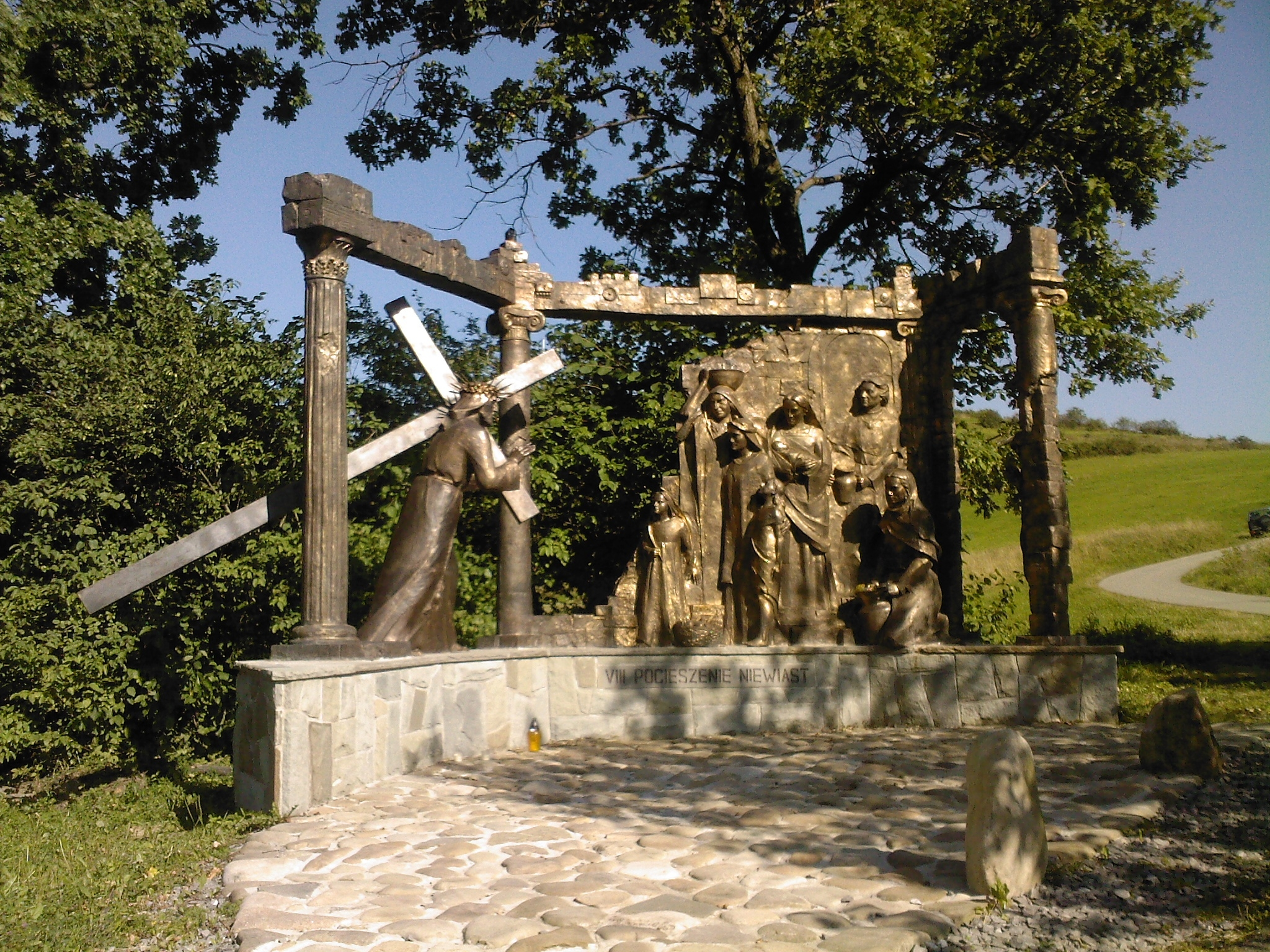
VIII stacja drogi krzyżowej na Matysce – Pocieszenie niewiast
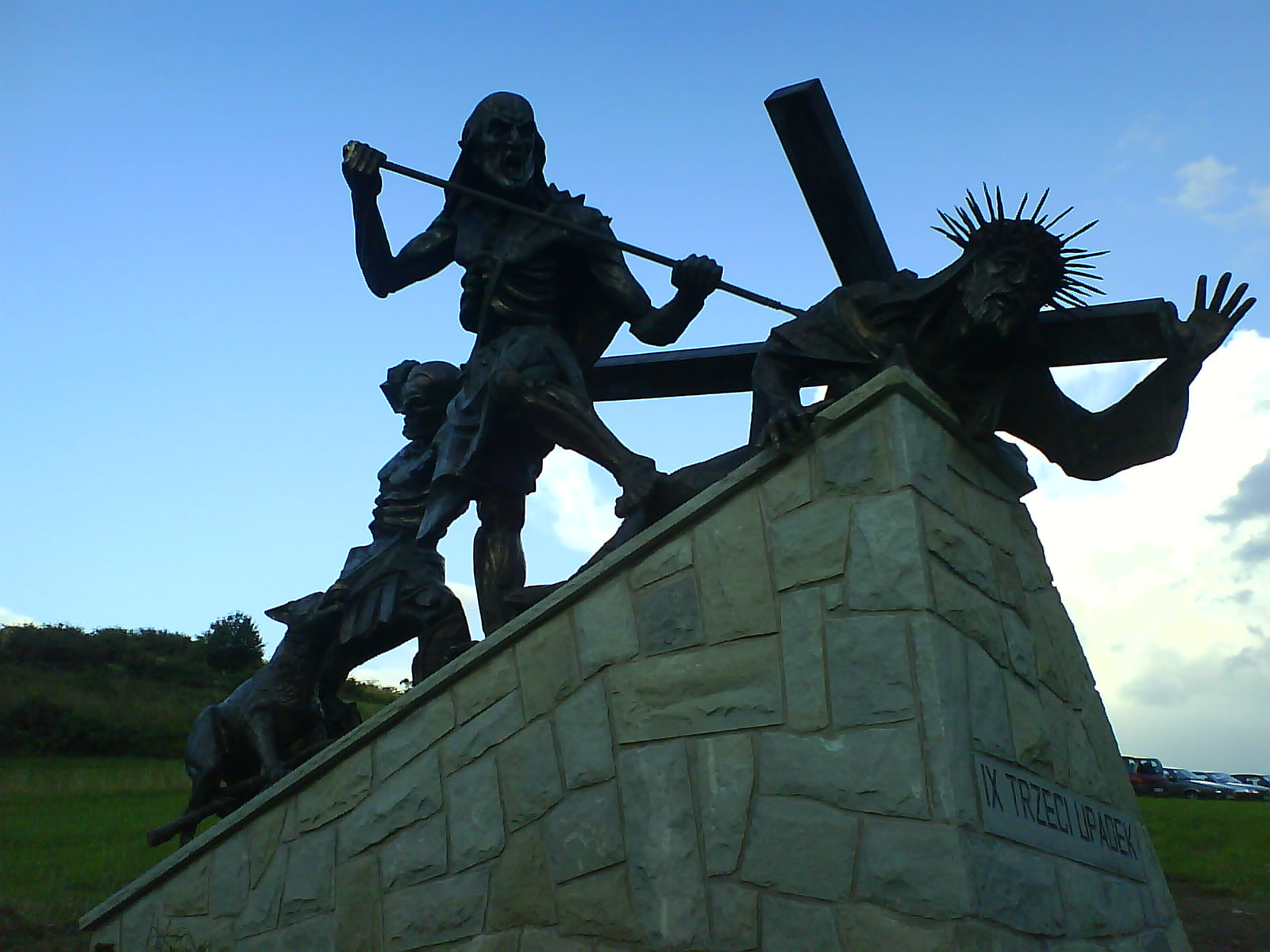
IX stacja drogi krzyżowej na Matysce – Trzeci upadek Jezusa
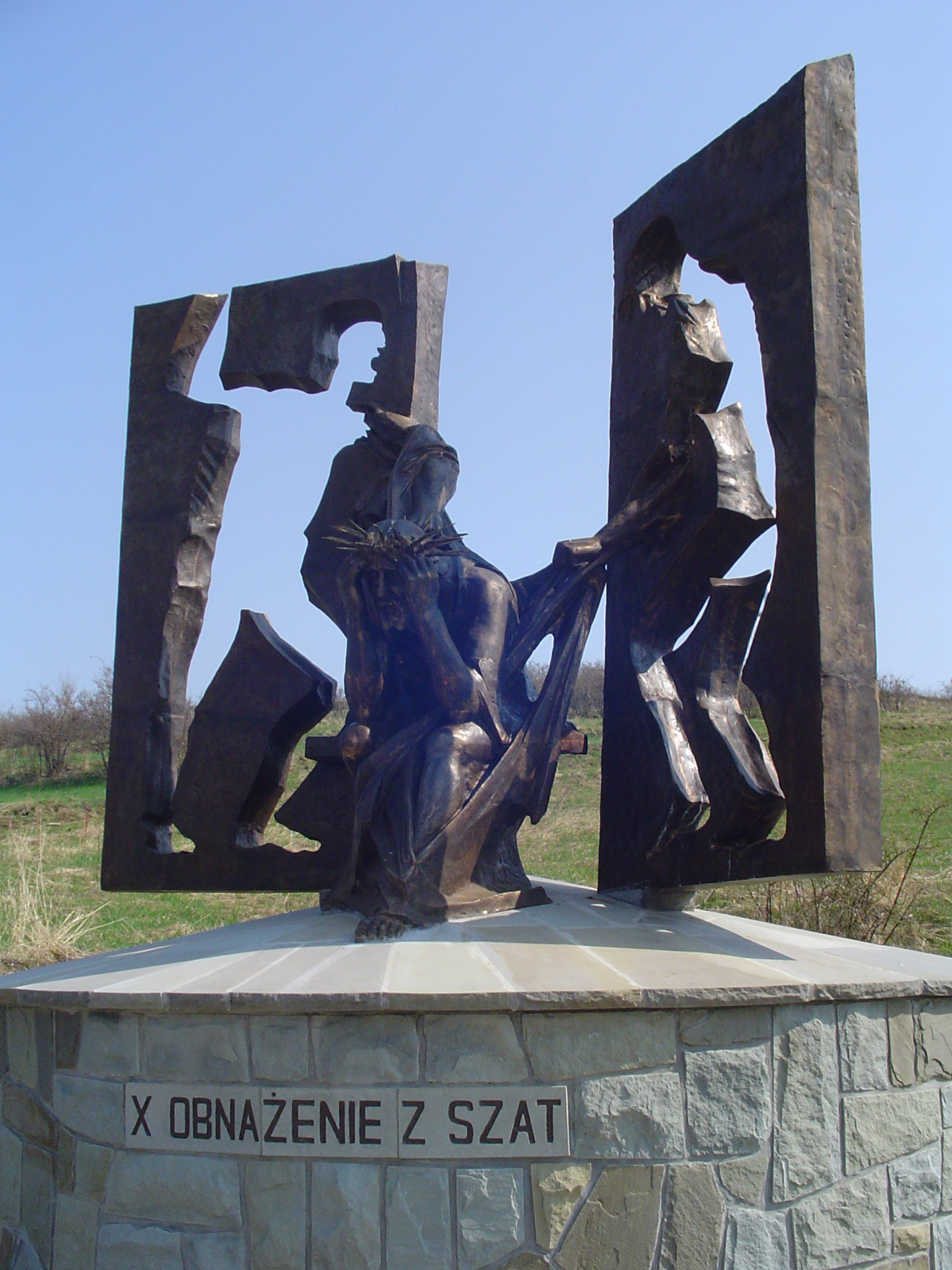
X stacja drogi krzyżowej na Matysce – Jezus z szat obdarty
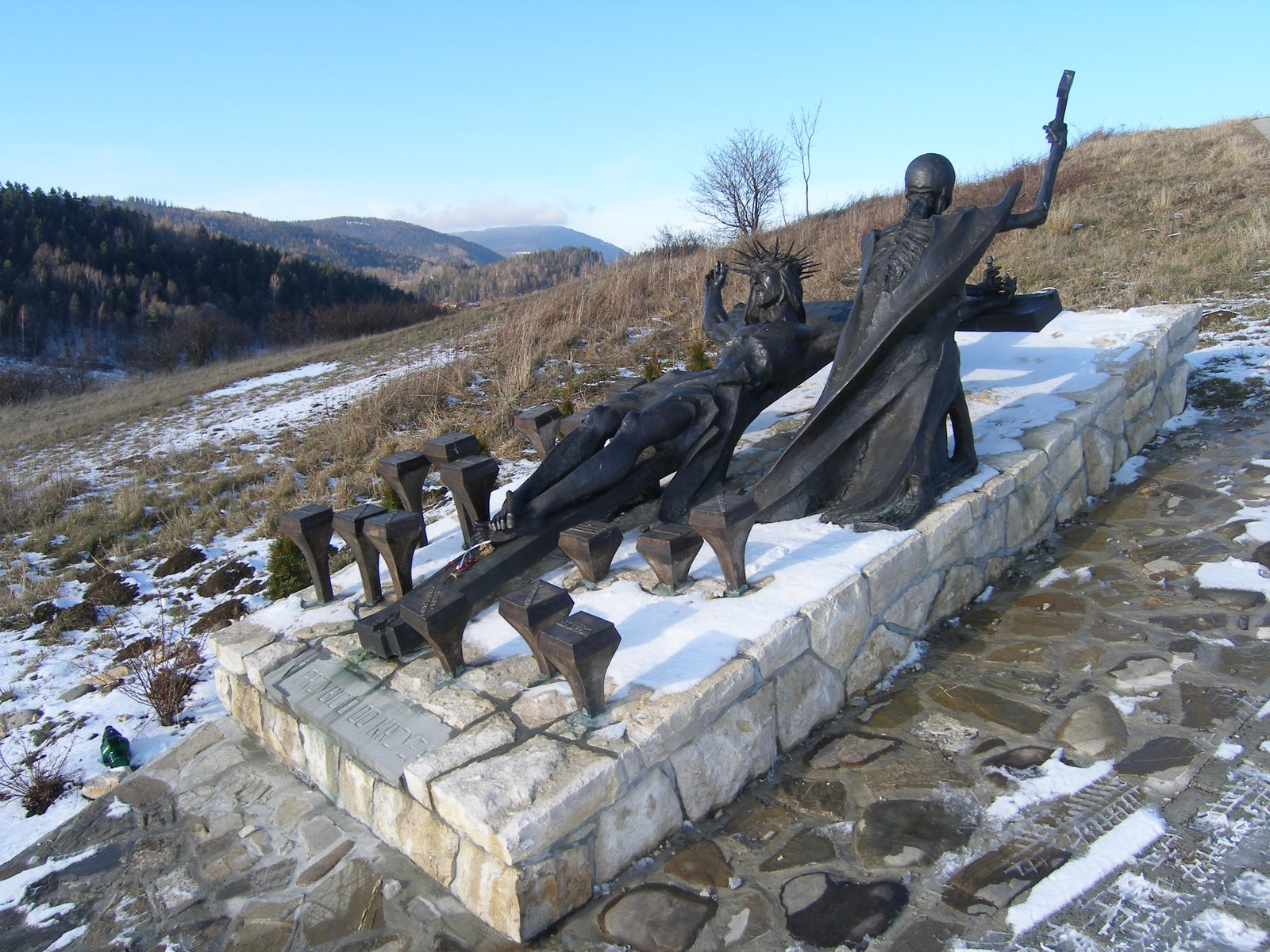
XI stacja drogi krzyżowej na Matysce – Jezus przybity do krzyża
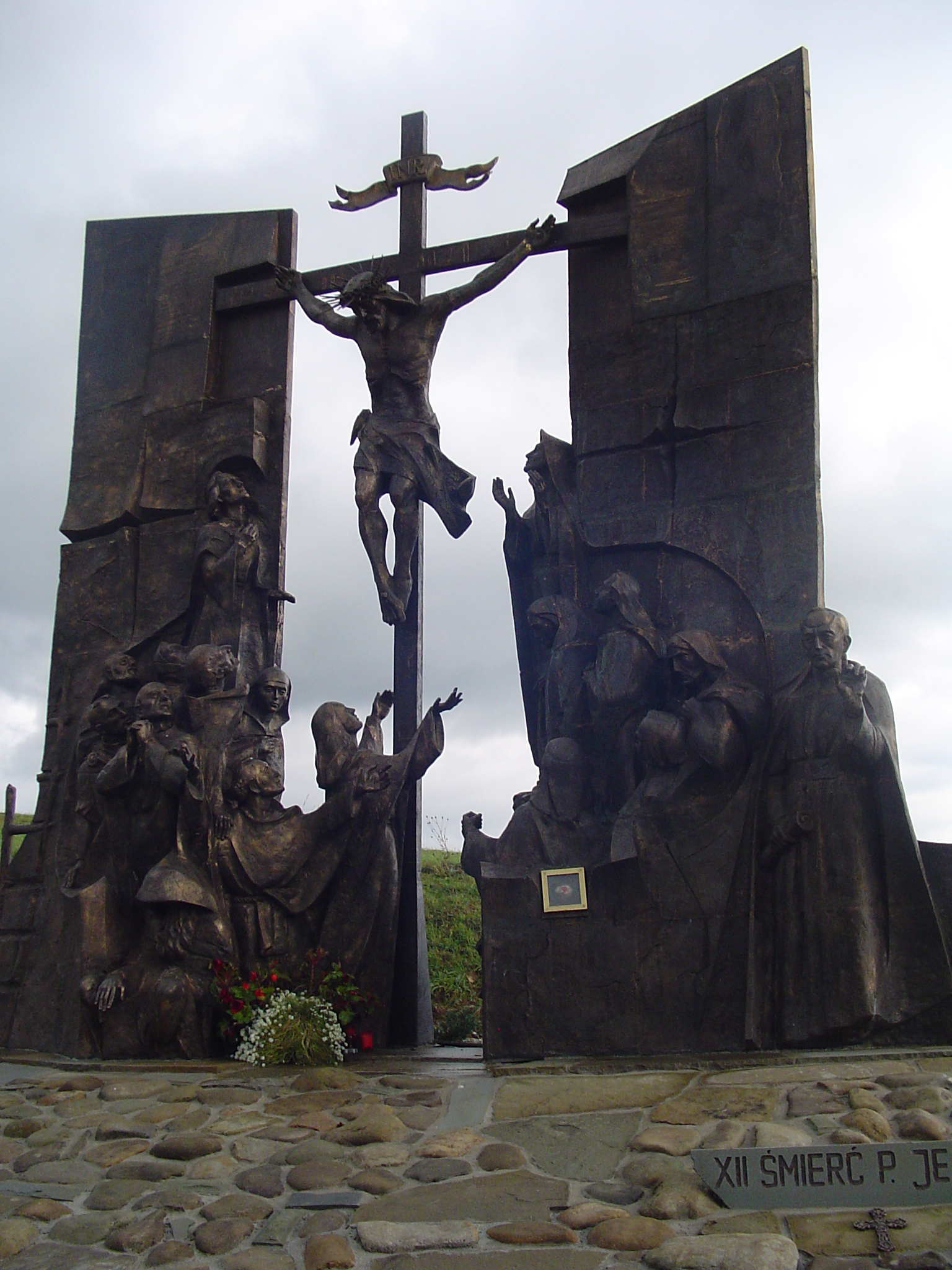
XII stacja drogi krzyżowej na Matysce – Jezus umiera na krzyżu
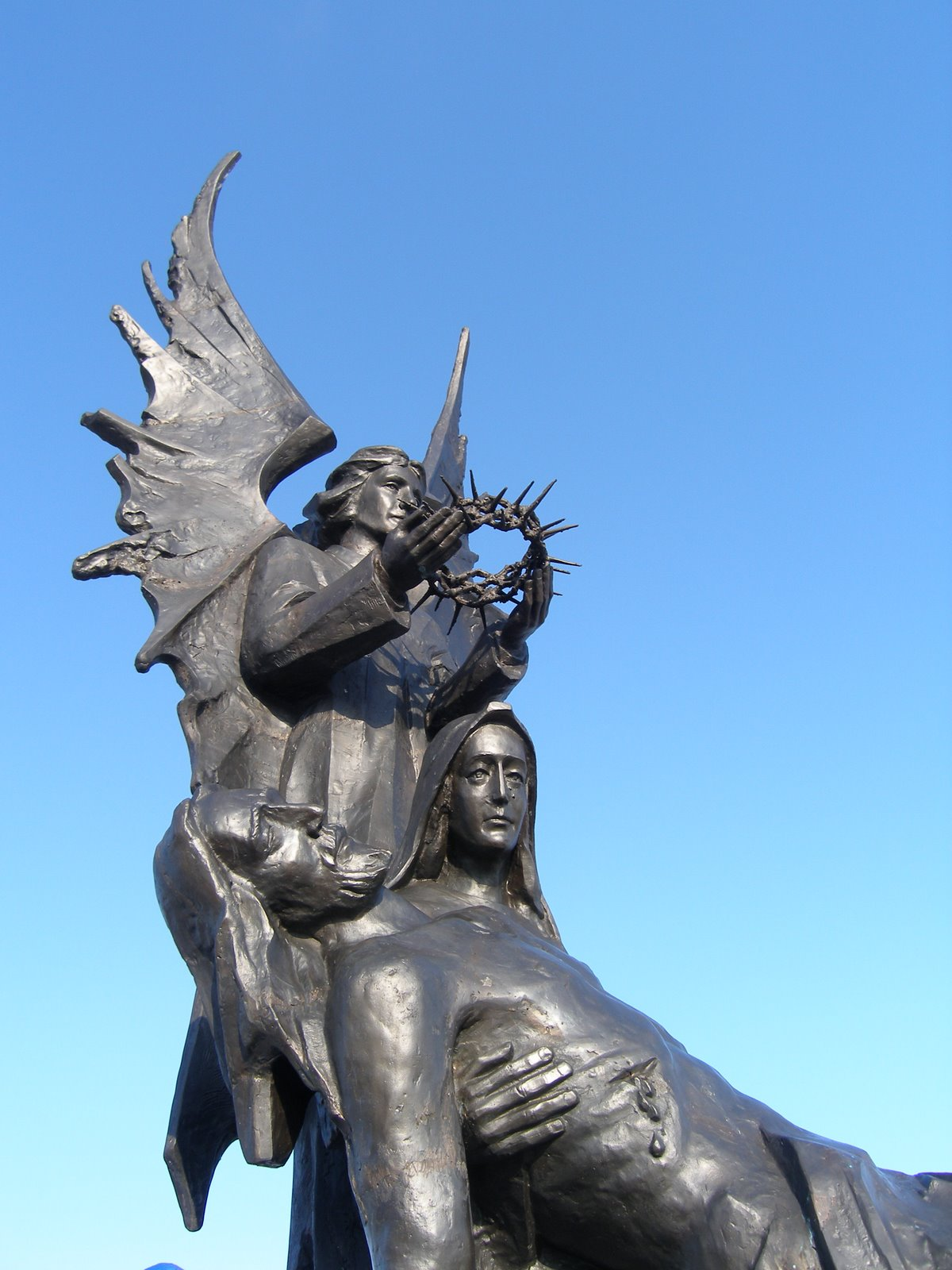
XIII stacja drogi krzyżowej na Matysce – Jezus zdjęty z krzyża
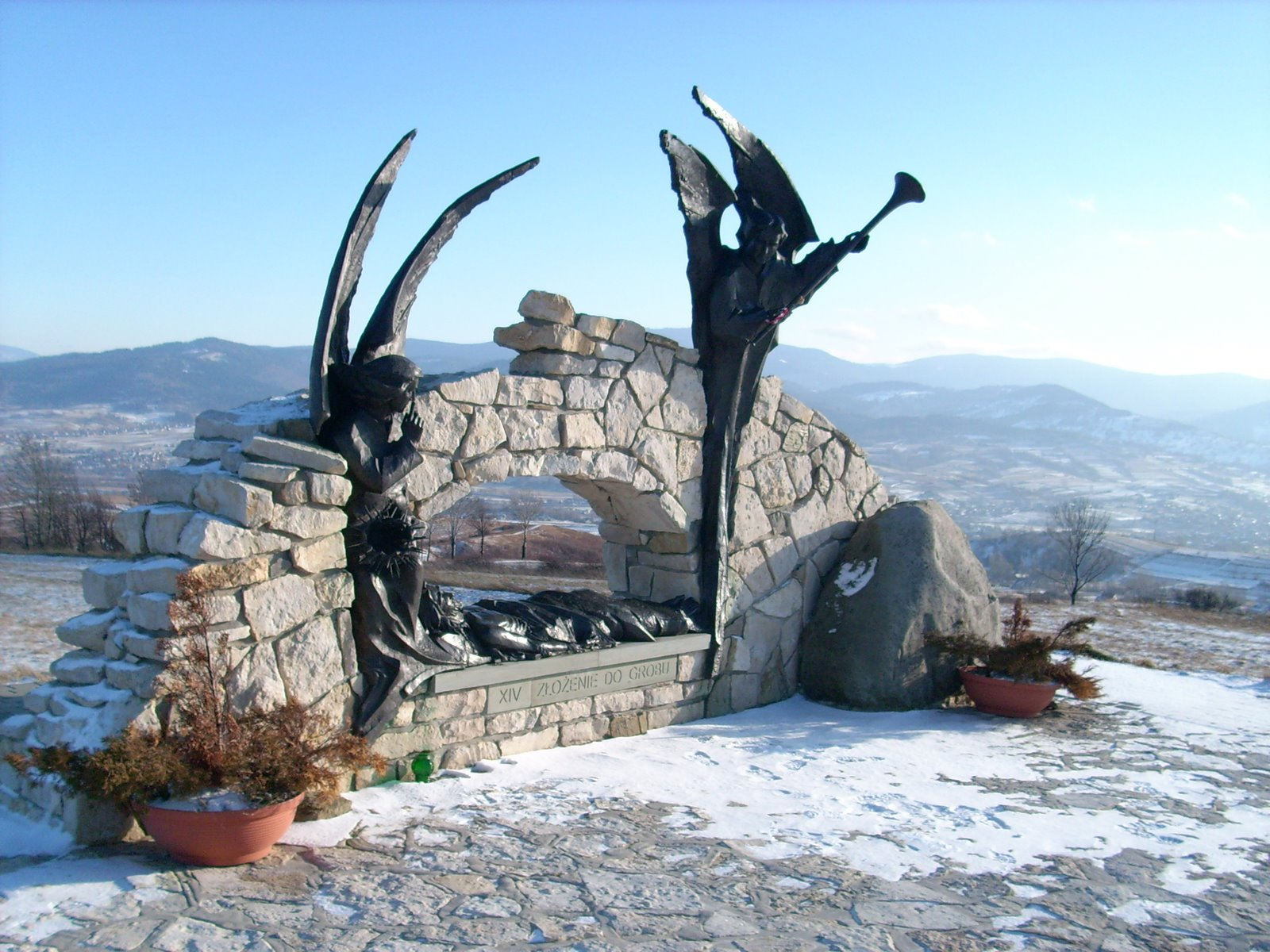
XIV stacja drogi krzyżowej na Matysce – Złożenie Jezusa do grobu